# Affaire de l'Emma Silver Mine
L'affaire de l'Emma Silver Mine, est un scandale politique né de spéculations sur les cours d'une mine d'argent de l'Utah, dont les actions ont été placées auprès d'investisseurs anglais en 1871, avec le soutien de l'ambassadeur des États-Unis à Londres. Selon l'historien Hubert Howe Bancroft, c'est l'un des plus gros scandales miniers de l'histoire américaine.

## Histoire

### Les découvreurs peu transparents
L'Emma Silver Mine, mine d'argent prometteuse mais sans évaluation géologique sérieuse, a été découverte en 1868 dans le "canyon de Littecotton" à 28 kilomètres de la voie de chemin de fer de l'Union Pacific Railroad, par deux prospecteurs itinérants, qui vendent un tiers de leurs droits à James E. Lyon, en échange des dépenses d'investissement.
En octobre 1868, un puits est creusé et une centaine de tonnes de minerai extraite en 1869. L'année suivante, un gisement conséquent est découvert: les deux prospecteurs font valoir qu'il leur appartient, car James E. Lyon avait creusé la mine dans une direction différente de ce qu'ils lui avaient conseillé. Mais ce dernier les attaque devant la Justice, avec l'aide de l'avocat et sénateur William Morris Stewart. L'un des avocats au procès opposant les découvreurs, "Trenor W. Park", dit découvrir le potentiel de la mine et rachète en mars la moitié du capital pour la rebaptiser "Emma Silver Mine Company of New-York". En août, il y fait travailler une centaine de salariés, interdisant toute visite, avec la surveillance de gardes armés. Trenor W. Park se fait offrir un huitième de la mine en échange de ses services pour la placer auprès d'investisseurs britanniques.

### Voyage à Londres raté
La mine est présidée par le général Henry Baxter (1821-1873), ex-héros de la guerre de Sécession. Elle vaut environ 1,5 million de dollars, mais ses propriétaires amènent jusqu'à Londres des échantillons, sous forme de blocs de minerai, pour soutenir qu'elle en vaut 4 fois plus. Trenor W. Park et William Morris Stewart sont tous les deux du voyage, mais leur effort pour l'introduction en Bourse se heurte à la réticence des investisseurs à payer un prix aussi élevé. Le projet s'appuie pourtant sur un rapport d'un chimiste de l'université de Yale, le professeur Benjamin Silliman, qui s'était déjà intéressé en 1864 à un projet minier sur le Comstock Lode, le Virginia and Truckee Railroad. Il est rémunéré 5 000 dollars auxquels s'ajoutent 45 000 dollars en cas de succès du placement. Un article du Sunday Times annonce la création de 50 000 actions de 20 dollars chacune.
Pour rassurer les investisseurs, Trenor W. Park a alors une idée: parmi les administrateurs de la mine, il nomme l'ambassadeur américain à Londres, le prestigieux général Robert Cumming Schenck, alias “Poker Bob”, ex-élu à la chambre des représentants. Lui aussi reçoit des actions en échange de l'usage de son nom.
Bientôt, le Parti démocrate crie au scandale. Le président américain Ulysses S. Grant lui demande de choisir entre spéculation et administration, mais Robert Cumming Schenck ne lui obéit qu'après avoir eu le temps de faire monter les cours puis de revendre ses actions, lorsqu'il apparaît que les réserves de la mine s'épuisent. Le prospectus d'émission des actions est publié le 9 novembre 1871. 

### Épilogue en 1876
Beaucoup plus tard, en 1876, une enquête sera lancée, mais Robert Cumming Schenck sera simplement réprimandé, après sa démission, et négociera un accord à l'amiable avec les actionnaires floués, après être rentré aux États-Unis en 1876.
Le 6 avril 1876, les auditions publiques de la commission parlementaire d'enquête constatent que 900 000 tonnes de minerai ont été extraites pour des dépenses de 28 000 dollars : la mine avait une existence bien réelle. Ses talents de juriste et d'avocat permettent à Trenor W. Park de faire lever toutes les accusations.